# Mas Buvi i casal del segle XX
El Mas Buvi i casal del segle XX és un conjunt de Palafrugell (Baix Empordà) protegit com a Bé Cultural d'Interès Local.

## Descripció
Finca que inclou el mas, diverses edificacions i l'horta, envoltada d'una altra tanca perimetral. Ocupa un terreny força extens limitant amb la carretera de Tamariu. S'accedeix a la finca per una portalada d'obra amb profusa decoració classicitzant. Un camí porta fins a les edificacions situades al final, a la part més alta, de la finca. Un tram del camí és empedrat i, en part cobert per una glorieta d'obra i forja. Les feixes d'horta s'esglaonen en tot aquest espai i tenen diversitat d'elements arquitectònics, com la bassa i el molí. El conjunt d'edificacions consta bàsicament de dues cases. La masia, més antiga, és al costat de ponent. És un edifici de dues plantes amb coberta de doble vessant. Les obertures originals estan emmarcades amb pedra, amb llindes monolítiques. A continuació, vers llevant, hi ha dues dependències que uneixen la masia i l'altra casa (de finals del segle XIX), davant les quals hi ha una tanca que clou el jardí. Aquest mur és centrat per una fornícula i el seu remat sinuós és coronat per un motlluratge i nombroses copes de terra cuita. La casa que ve a continuació té elements semblants, com el capcer molt destacat i coronat per gerres. És de dues plantes amb obertures en arc.
Destaca la vegetació exuberant del jardí.